# Ukraińskie Towarzystwo Społeczno-Kulturalne

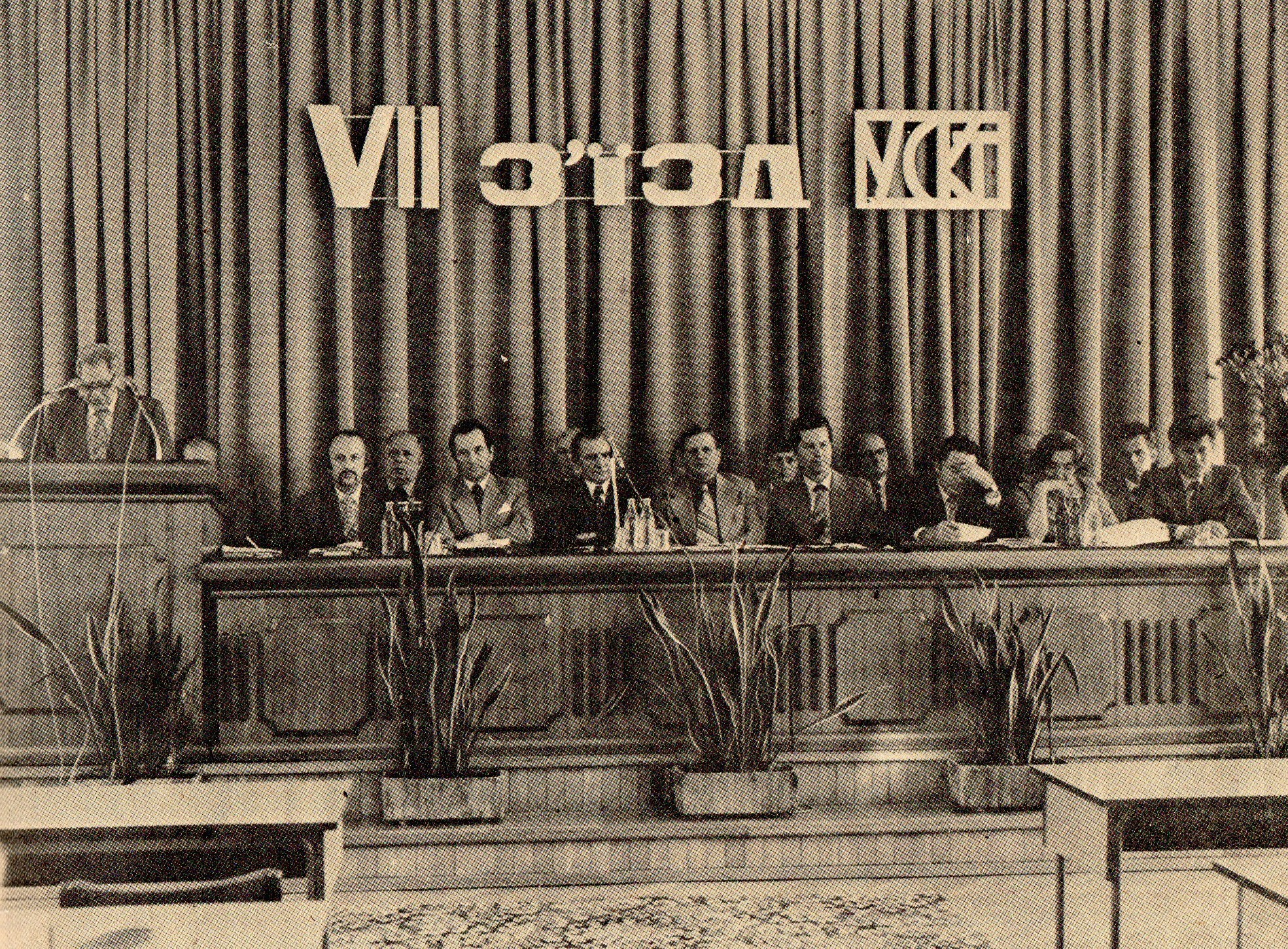
VII Zjazd UTSK w 1980

Ukraińskie Towarzystwo Społeczno-Kulturalne (UTSK) (ukr.: Уκраїнське суспільно культурне товариство) – ukraińska organizacja społeczno-kulturalna, działająca w Polsce w latach 1956–1990. W 1990 roku UTSK zmieniło swoją nazwę na Związek Ukraińców w Polsce.

## Geneza
Po akcji Wisła władze polskie zakazały działalności wszelkich organizacji ukraińskich, jak również używania języka ukraińskiego. Ludność ukraińska znalazła się pod specjalnym nadzorem organów bezpieczeństwa państwa. W 1952 roku rozpoczął się proces stopniowego liberalizowania podejścia do mniejszości ukraińskiej. Otwarte zostały pierwsze punkty nauczania w języku ukraińskim, działające przy szkołach podstawowych, głównie na Dolnym Śląsku. W 1953 roku uruchomiony został kierunek filologia ukraińska na Uniwersytecie Warszawskim. W 1955 roku powstały pierwsze zalążki organizacyjne w postaci tzw. komisji kulturalno-oświatowych, które działały przy niektórych prezydiach wojewódzkich lub powiatowych rad narodowych. Równolegle rozpoczęły się przygotowania do powołania do życia redakcji czasopisma ukraińskojęzycznego.

## Zjazd założycielski
Zjazd założycielski UTSK miał miejsce w dniach 16-18 czerwca 1956. Odbył się w Warszawie. Udział w Zjeździe wzięło 224 delegatów, najwięcej z województwa olsztyńskiego (74 osoby), łącznie z komitetem organizacyjnym w obradach uczestniczyło 239 osób. Gościem Zjazdu był minister Witold Jarosiński, który wygłosił też referat wprowadzający. W burzliwej dyskusji wzięło udział ogółem 69 delegatów, dlatego planowany pierwotnie na dwa dni zjazd przedłużono o jeden dzień. Kazimierz Zalejski opisywał na łamach „Prawa i Życia” atmosferę towarzyszącą Zjazdowi: „Wypowiedzi wstrząsające. Rozwiązały się języki, wybuchły tłumione żale. (…) Z Pałacu wychodzę wstrząśnięty. Jeżeli połowa, choćby część tego, co mówili jest prawdą – to jak my, Polacy wyglądamy? Skąd u nas tyle szowinizmu, cholernej pogardy dla innych, skąd brutalne polonizowanie?”. W głosach mówców główny nacisk położono na zorganizowanie powrotu ludności ukraińskiej na tereny, skąd została ona wysiedlona w 1947 r. Zwracano także uwagę na konieczność rozbudowania sieci placówek oświatowych kształcących w języku ukraińskim i na przywrócenie możliwości legalnego funkcjonowania Cerkwi greckokatolickiej. Uczestnicy Zjazdu uchwalili statut organizacji oraz wybrali jej władze. W składzie Prezydium Zarządu Głównego znaleźli się: Stefan Makuch, jako przewodniczący, Trochim Maryszczuk i Mykoła Szczyrba - jako zastępcy, Grzegorz Bojarski jako sekretarz, a także Szymon Myśliński, Wasyl Szost, Jan Werbiński, Jan Tymczyna, Stanisław Sosna-Sarno. Organem prasowym UTSK stało się „Nasze Słowo”.

## Struktury UTSK
Głównym organem wykonawczym UTSK było Prezydium Zarządu Głównego, wybierane przez Zjazd organizacji. Na czele Prezydium stał przewodniczący. Powołane zostały również Zarządy Wojewódzkie UTSK, które w 1984 r. zostały przekształcone w Oddziały organizacji. Do czasu przeprowadzenia reformy administracyjnej w Polsce istniały również Zarządy Powiatowe UTSK. Podstawowym ogniwem organizacji były koła. Zostały one zorganizowane w co najmniej 340 miejscowościach w Polsce, część z nich była jednak bardzo mało aktywna lub istniała bardzo krótko. W oficjalnych statystykach UTSK podawano, że organizacja liczy od kilku do kilkunastu tysięcy członków. 

## Przewodniczący UTSK
- Stefan Makuch 1956-1957
- Grzegorz Bojarski 1957-1962
- Konstanty Łaszczuk 1962-1967
- Mikołaj Korolko 1967-1980
- Eugeniusz Kochan 1980-1989
- Mirosław Werbowy 1989-1990

## Działalność
Do powołania UTSK doszło w wyniku z jednej strony dążeń samej społeczności ukraińskiej w Polsce do stworzenia organizacji reprezentującej jej interesy w relacjach z władzami, z drugiej strony w wyniku polityki samych władz, które chciały poprzez UTSK wpływać na kształtowanie się procesów społecznych wśród mniejszości ukraińskiej. Ta dwoistość odbiła się na funkcjonowaniu organizacji. Próba uczynienia z UTSK reprezentanta interesów mniejszości ukraińskiej, w tym przede wszystkim próba uczynienia z niej narzędzia pozwalającego na zorganizowanie powrotów na ziemie, skąd Ukraińcy zostali wysiedleni w 1947 roku zakończyła się fiaskiem już pod koniec 1956 roku. UTSK mogła funkcjonować zasadniczo w dwóch obszarach - jako społeczna instytucja wspierająca przyjęty model kształcenia w języku ukraińskim oraz jako instytucja o charakterze kulturalnym, rozwijająca amatorski ruch artystyczny. 
Aktyw UTSK przyczynił się walnie do powstania sieci punktów nauczania, szkół podstawowych i średnich, w których uczono języka ukraińskiego. Placówki takie powstały na terenie całego kraju. Do najważniejszych należały szkoły podstawowe w Czachowie, Białym Borze i Jaroszówce a także szkoły średnie w Bartoszycach, Przemyślu, Złotoryi (szkołę przeniesiono do Legnicy, zob. IV Liceum Ogólnokształcące w Legnicy) oraz Górowie Iławeckim. 
W ramach UTSK działały liczne chóry, zespoły pieśni i tańca, zespoły estradowe, amatorskie zespoły teatralne. M.in. w 1973 roku powstał chór męski "Żurawli". UTSK organizowało przeglądy zespołów amatorskich, m.in. w Sanoku, Warszawie, Koszalinie i Sopocie. Od połowy lat siedemdziesiątych organizowano również przeglądy młodzieżowych zespołów artystycznych w Gdańsku ("Jarmark Ukraiński").
Działalność wydawnicza UTSK skupiała się na tygodniku "Nasze Słowo" oraz ukazujących się doń dodatkach - "Nasza Kultura" oraz "Switanok" (dodatek dla dzieci). Ponadto wydawano rocznik "Ukraiński Kalendarz", a także tomiki poezji oraz płyty.